# Francisque Teyssier
Francisque Teyssier (Salon-de-Provence, 2 januari 1969) is een voormalig Frans wielrenner. Teyssier werd tweemaal Frans kampioen tijdrijden. 

## Belangrijkste overwinningen
1992
- Eindklassement Tour Nord-Isère

1994
- 3e etappe Ronde van Poitou-Charentes
- 6e etappe Ronde van Poitou-Charentes

1997
- Frans kampioen tijdrijden, Elite

1998
- Grote Landenprijs

2000
- Frans kampioen tijdrijden, Elite

## Resultaten in voornaamste wedstrijden
| Jaar | Ronde van Italië | Ronde van Frankrijk | Ronde van Spanje |
| ---- | ---------------- | ------------------- | ---------------- |
| 1994 |                  |                     |                  |
| 1995 | opgave           |                     |                  |
| 1996 |                  | opgave              |                  |
| 1997 |                  |                     | 23e              |

| Jaar | Milaan-San Remo | Luik-Bast.‑Luik | Bretagne Classic |
| ---- | --------------- | --------------- | ---------------- |
| 1994 |                 |                 | 9e               |
| 1995 |                 |                 |                  |
| 1996 |                 |                 |                  |
| 1997 | 161e            | 98e             |                  |